# Kacey Musgraves
Kacey Lee Musgraves (Mineola, Texas; 21 de agosto de 1988) es una cantautora de música country estadounidense. Grabó tres discos antes de aparecer en la quinta temporada de la competencia de canto de USA Network Nashville Star en 2007, donde obtuvo el séptimo puesto.

## Carrera

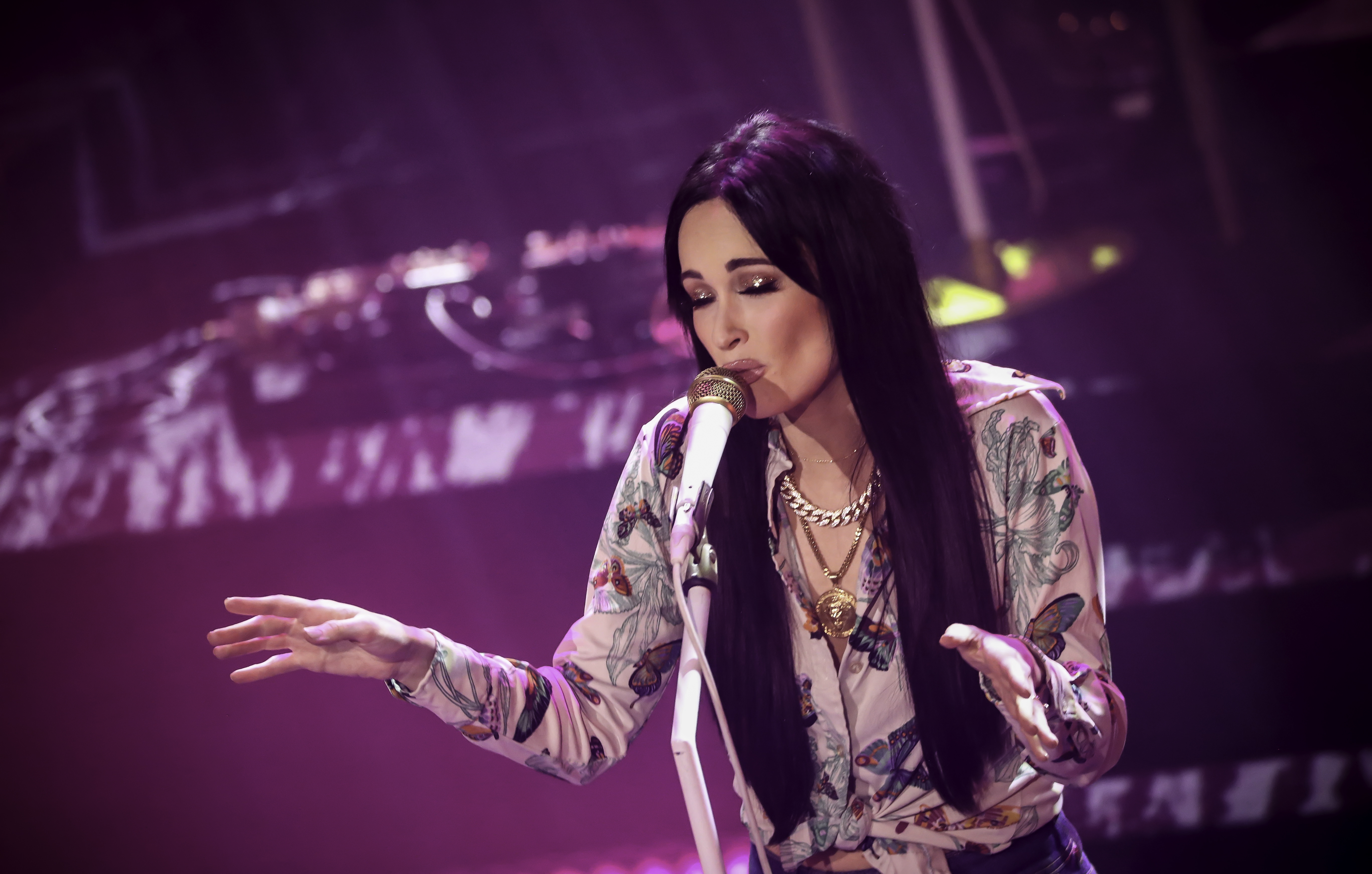
La artista actuando en Minnesota en 2019

Mientras vivía en Austin, en 2008, Kacey fue descubierta por el sello discográfico independiente Triple Pop, para quien grabó dos canciones «Apologize» y «See You Again», ambos disponibles en un EP digital en línea.
Musgraves incorporó a Lady Antebellum a su gira musical “Own the Night 2012” en Reino Unido. Ella firmó también con Mercury Records en 2012 y lanzó su primer sencillo en solitario "Merry Go 'Round". La canción está incluida en su álbum Same Trailer Different Park, que fue producida y coescrita por Shane McAnally y Luke Laird y lanzada el 19 de marzo de 2013. Ella también coescribió el sencillo de 2013 «Mama's Broken Heart» de Miranda Lambert.
«Undermine», una canción coescrita por Musgraves y Trent Dabbs, apareció en la serie de televisión de ABC Nashville el 17 de octubre de 2012. Musgraves fue nominada a cuatro premios en Academy of Country Music Awards de 2013, incluyendo Vocalista Femenina del Año. El cuarto álbum de estudio de Kacey, Same Trailer Different Park, debutó en el número 2, vendiendo 42.000 copias. También Musgraves fue nominada a cuatro premios Grammy en 56.ª Anual de Premios Grammy, Ella , junto a Taylor Swift y Lorde, fueron las mujeres con mayor cantidad de nominaciones en dicha entrega . Esas nominaciones incluyeron Mejor Nuevo artista novel, Mejor álbum de música country (Same Trailer Different Park), y Mejor canción country, tanto para «Mama's Broken Heart», como  «Merry Go 'Round», que ella ganó.
Kacey Musgraves se unió a Katy Perry en la parte norteamericana de su Prismatic World Tour.
Volvió a la música en 2015, con su álbum, Pageant Material, por el que fue nominada los Premios Grammy de 2016, a la categoría Mejor álbum de música country.
En marzo de 2018, lanzó a la venta su disco Golden Hour, que abarca nuevos estilos como country pop y pop. El disco fue aclamado por la crítica, llegando a ganar cuatro premios Grammy en 2019, incluyendo Álbum del año y Mejor álbum de música country.
Se unió a Harry Styles, para formar parte de Harry Styles: Live on Tour, durante los shows de Nueva York y Texas. Actualmente se encuentra de gira con su Oh, what a world: Tour.

## Vida privada
En 2017, Musgraves contrajo matrimonio con Ruston Kelly. Se divorciaron en 2020.

## Arte

### Influencias
Musgraves menciona a Alison Krauss como una de sus modelos a seguir respecto a su carrera. «Quiero decir, ¿cuántos Grammys tiene ella? Ella acaba siendo sólido y verdadera y grande, y yo lo respeto».  El artista favorito de Musgraves es John Prine, debido a su increíble composición de canciones. Musgraves también enumera a Lee Ann Womack como una de sus influencias de la infancia: «Lee Ann Womack es de cerca de donde yo crecí en el este de Texas, así que siempre la he admirado».

### Estilo vocal
Musgraves, es conocida por sus letras controvertidas en el género conservador de la música country. En una entrevista con Wall Street Journal, Musgraves enfrentó críticas por sus letras rebeldes: «Creo que acusarme de rebelde es un ataque simplista. Las cosas que canto no son comprometidas desde mi punto de vista, no canto por provocar. Yo hablo de cosas que me han causado una honda impresión, situaciones que están atravesando un montón de gente de todo el mundo».

## Discografía

### Álbumes de estudio
- Movin' On[19][20] (2002)
- Wanted: One Good Cowboy[21][22] (2003)
- Kacey Musgraves[23][24] (2007)
- Apologize / See You Again (Acoustic) (EP)[9][25] (2008, 2013)
- Same Trailer Different Park[26] (2013)
- Pageant Material (2015)
- A very Kacey Christmas (2016)
- Golden Hour (2018)
- star-crossed (2021)
- Deeper Well (2024)

### Sencillos
- «Merry Go 'Round» (2012)
- «Blowin' Smoke» (2013)
- «Follow Your Arrow» (2013)
- «Keep It to Yourself» (2014)
- «Biscuits» (2015)
- «Dime Store Cowgirl» (2015)
- «Butterflies» (2018)
- «Space Cowboy» (2018)
- «High Horse» (2018)
- «Slow Burn» (2018)
- «Rainbow» (2019)

### Colaboraciones
- «Oh, Tonight» (2011) (de Josh Abbott Band)
- «Sitting In The Corner» (2022) (de Cuco con Adriel Favela)
- «I Remember Everything» (2023) (de Zach Bryan)

### Videos musicales
| Año  | Video                               | Director(a)                  |
| ---- | ----------------------------------- | ---------------------------- |
| 2011 | «Oh Tonight» (con Josh Abbott Band) | Evan Kaufmann                |
| 2012 | «Merry Go 'Round»                   | Perry Bean & Kacey Musgraves |
| 2013 | «Blowin' Smoke»                     | Honey                        |
| 2013 | «Follow Your Arrow»                 | Honey & Kacey Musgraves      |

### Créditos de composición
| Año  | Título                     | Artista                           | Álbum                                     |
| ---- | -------------------------- | --------------------------------- | ----------------------------------------- |
| 2011 | «When You Love A Sinner»   | Martina McBride                   | Eleven                                    |
| 2011 | «Mama's Broken Heart»      | Miranda Lambert                   | Four the Record                           |
| 2012 | «Undermine»                | Hayden Panettiere y Charles Esten | The Music of Nashville: Season 1 Volume 1 |
| 2013 | «Get Outta My Yard»        | Gretchen Wilson                   | Right on Time                             |
| 2013 | «Gonna Get Even»           | Aubrey Peeples                    | Nashville                                 |
| 2013 | «That's Just Me»           | Deana Carter                      | Southern Way of Life                      |
| 2013 | «I Don't Want To»          | Deana Carter                      | Southern Way of Life                      |
| 2013 | «Crazy Tonight»            | Clare Bowen                       | Nashville                                 |
| 2014 | «That's What I Call Crazy» | Lucy Hale                         | Road Between                              |

## Premios y nominaciones
| Premios Grammy | Premios Grammy                       | Premios Grammy              | Premios Grammy | Premios Grammy |
| Año            | Categoría                            | Trabajo nominado            | Resultado      | Ref.           |
| -------------- | ------------------------------------ | --------------------------- | -------------- | -------------- |
| 2014           | Mejor artista nuevo                  | —                           | Nominada       | [ 30 ]         |
| 2014           | Mejor álbum country                  | Same Trailer Different Park | Ganadora       | [ 30 ]         |
| 2014           | Mejor canción country                | Merry Go 'Round             | Ganadora       | [ 30 ]         |
| 2014           | Mejor canción country                | Mama's Broken Heart         | Nominada       | [ 30 ]         |
| 2015           | Mejor álbum country                  | Pageant Material            | Nominada       | [ 30 ]         |
| 2019           | Álbum del año                        | Golden Hour                 | Ganadora       | [ 30 ]         |
| 2019           | Mejor álbum country                  | Golden Hour                 | Ganadora       | [ 30 ]         |
| 2019           | Mejor canción country                | Space Cowboy                | Ganadora       | [ 30 ]         |
| 2019           | Mejor interpretación country solista | Butterflies                 | Ganadora       | [ 30 ]         |
| 2022           | Mejor canción country                | Camera Roll                 | Nominada       | [ 30 ]         |